# 袁景晖
袁景晖，河南光山人，清朝政治人物。
鄉試中舉。道光二十八年（1850年）至道光二十八年（1850年），擔任利川知县。